# Мъхнатоног скокливец
Мъхнатоногите скокливци (Dipus sagitta), наричани също северни трипръсти скокливци и скокливци стрели, са вид дребни бозайници от семейство Тушканчикови (Dipodidae), единствен представител на род Dipus.

## Разпространение
Разпространени са в песъчливите полупустини и степи на Централна Азия от Каспийско море до северен Китай.

## Описание
Достигат дължина без опашката 100 – 155 милиметра и маса 55 – 120 грама.

## Хранене
Активни са през нощта и се хранят главно със семена, но също и с треви, листа, луковици и насекоми.